# Triéthylène glycol
Le triéthylène glycol est un composé chimique de formule HOCH2CH2OCH2CH2OCH2CH2OH. Il s'agit d'un liquide visqueux incolore — il fond à −7 °C et bout à 285 °C — utilisé comme plastifiant pour vinyle, comme désinfectant, comme absorbeur d'humidité pour le gaz naturel et dans les systèmes de climatisation, ou encore comme additif pour fluides hydrauliques et liquides de frein.
Le triéthylène glycol est miscible avec l'eau et soluble dans l'éthanol, l'acétone, l'acide acétique, le glycérol, la pyridine et les aldéhydes. Il est faiblement miscible dans l'éther diéthylique et non miscible dans les huiles, les graisses et les hydrocarbures. Il est fabriqué commercialement comme coproduit de l'oxydation de l'éthylène CH2=CH2 à haute température et en présence d'oxyde d'argent(I) Ag2O comme catalyseur, suivie par hydratation de l'oxyde d'éthylène C2H4O pour donner les mono-, di-, tri- et tétraéthylène glycol.
Le triéthylène glycol est utilisé par l'industrie pétrolière pour « déshydrater » le gaz naturel afin notamment d'éviter le dépôt de givre dans les pipelines ; l'eau absorbée est ensuite éliminée en faisant passer le composé dans un système où il est tout d'abord chauffé à haute température pour le dessécher puis est refroidi pour se condenser et être recyclé pour la dessiccation du gaz naturel. Outre l'eau, le triéthylène glycol absorbe également du benzène, qui s'accumule progressivement dans le matériau — à des concentrations dépassant 0,5 g·l-1 — et nécessite de manipuler ce dernier avec précaution lors de son élimination comme déchet industriel.
Le triéthylène glycol peut également être utilisé pour déshydrater d'autres gaz, par exemple le dioxyde de carbone CO2, le sulfure d'hydrogène H2S et d'autres gaz oxygénés.